# Marco Antei
Marco Antei (Sanremo, 2 marzo 1978) è un matematico e attivista italiano.

## Biografia
Antei ha conseguito il dottorato in matematica nel 2008 presso l'Università di Lille sotto la direzione di Michel Emsalem. Successivamente ha lavorato presso l'Istituto Max Planck di Matematica di Bonn, il KAIST di Daejeon, l'Università Ben-Gurion del Negev a Beersheba, l'Università della Costa Azzurra a Nizza prima di raggiungere l'Università della Costa Rica. Dal 2022 è docente presso l'Università di Scienze Applicate e Arti di Lucerna. Antei si occupa in senso lato di geometria. In particolare le sue aree di interesse nella ricerca si concentrano sulla geometria algebrica e aritmetica e sulle sue applicazioni. Studia in particolare lo schema in gruppi fondamentale, i torsori e i legami che intercorrono tra questi.

## Lo schema in gruppi fondamentale
L'esistenza dello schema in gruppi fondamentale {\displaystyle \pi _{1}(X,x)} è stata congetturata dalla medaglia Fields Alexander Grothendieck e sebbene la prima dimostrazione della sua esistenza si deve, per schemi definiti su campi, a Madhav Nori è solo quattro decenni dopo che Antei, Michel Emsalem e Carlo Gasbarri hanno dimostrato l'esistenza dello schema in gruppi fondamentale {\displaystyle \pi _{1}(X,x)} per schemi definiti su schemi di Dedekind. In modo analogo hanno anche definito, e ne hanno dimostrato l'esistenza, lo schema in gruppi fondamentale quasi finito {\displaystyle \pi ^{\text{qf}}(X,x)}.

## Riconoscimenti
Nel 2020 Antei ha ricevuto il premio di Professore Innovatore (Profesor inovador) presso l'Università della Costa Rica, per essere riuscito a passare dalle lezioni in presenza alle lezioni virtuali, all'inizio della pandemia COVID-19, nel miglior modo possibile. I professori premiati sono stati selezionati dagli studenti dell'UCR.

## Attivismo
Antei si distingue per il suo impegno nella lotta per i diritti della comunità LGBT+. In particolare nel 2015 ha ideato e cofondato la prima associazione LGBT+ della provincia di Imperia: M.I.A. (Movimento Imperiese Arcobaleno), comitato territoriale Arcigay Imperia, associazione affiliata alla più grande associazione LGBT+ italiana: Arcigay. Antei è stato presidente fino al 2018, per poi ridiventarlo dal 2023. Durante il suo primo mandato ha anche coorganizzato nel novembre 2016 la prima Giornata della Memoria Transgender nella città di Sanremo. Nel 2020, è stato protagonista di un incontro a distanza con la presidente della Commissione europea Ursula von der Leyen in cui sono stati discussi i diritti delle persone LGBT+ all'interno dell'Unione europea con particolare enfasi sulle situazioni ungherese e polacca.